# Коле Фарели (Л'Аквила)
Коле Фарели (итал. Colle Farelli) је насеље у Италији у округу Л'Аквила, региону Абруцо.
Према процени из 2011. у насељу је живело 29 становника. Насеље се налази на надморској висини од 767 м.